# Portein
Portein (en romanche, Purtagn) es una localidad y antigua comuna suiza del cantón de los Grisones, situada en la región de Viamala, actualmente parte de la comuna de Cazis. Limita al norte con la comuna de Sarn, al este con Tartar y Masein, al sur con Flerden, y al oeste con Safien.
Conocida como la comuna menos poblada de Suiza, Portein perdió su distinción tras su fusión con las comunas de Cazis, Präz, Sarn y Tartar. La nueva comuna fue creada con fecha de 1 de enero de 2010.

## Población
El 31 de diciembre de 2001, Portein era el municipio más pequeño de Suiza en términos de población, con una población de 22 habitantes. A finales de 2003, la población creció a 23 habitantes, perdiendo dicha distinción. 